# Wrong Turn 6: Last Resort
Wrong Turn 6: Last Resort is een Amerikaanse horrorfilm uit 2014 onder regie van Valeri Milev. De productie vormt het zesde deel uit de Wrong Turn-filmserie. De film is geschreven door Frank H. Woodward.
In tegenstelling tot de vorige drie films in de serie wordt deze niet geregisseerd door Declan O'Brien.

## Verhaal
Een plotselinge en mysterieuze erfenis brengt Danny en zijn vrienden naar Hobb Springs, een vergeten plaats diep in de Heuvels van West-Virginia. Hobb Springs wordt onderhouden door de waakzame Jackson en Sally, een onhandig paar die Danny voorstellen aan zijn lang verloren familie, een clan met de naam Hillicker. Danny leert al snel dat zijn familie een andere manier van leven heeft, die al generaties lang geëerd wordt. Deze oude tradities bestaan uit kannibalisme, inteelt en andere taboes; deze praktijken houden de familie sterk. Danny wordt gedwongen te kiezen tussen vrienden en zijn bloedlijn.

## Rolverdeling
| Acteur               | Personage    |
| -------------------- | ------------ |
| Sadie Katz           | Sally        |
| Aqueela Zoll         | Toni         |
| Anthony Ilott        | Danny        |
| Chris Jarvis         | Jackson      |
| Rollo Skinner        | Victor "Vic" |
| Billy Ashworth       | Rod          |
| Joe Gaminara         | Bryan        |
| Harry Belcher        | Charlie      |
| Raymond Steers       | Derrick      |
| Luke Cousins         | Nick         |
| Tabitha Luke Eardley | Daria        |
| Roxanne Pallett      | Jillian      |
| Danko Jordanov       | Saw-Tooth    |
| Asen Asenov          | One Eye      |
| Radoslav Parvanov    | Three Finger |

## Productie
Regisseur Declan O'Brien is vervangen door Valeri Milev voor het zesde deel in de filmserie. De film is net als de vorige vier delen bedoeld als een direct-to-dvdvervolg. De eerste berichten over de opnamen verschenen in maart 2014. De film werd opgenomen in Bulgarije, dezelfde plaats waar deel drie en vijf gefilmd werden. De film werd  geproduceerd door UFO International Productions.
De wereldpremière van de film vond plaats tijdens het Film4 FrightFest 2014 op het Leicester Square in Londen op 22 augustus 2014.